# Kylie Minogue/Diskografie
Diese Diskografie ist eine Übersicht über die musikalischen Werke der australischen Popsängerin Kylie Minogue. Den Quellenangaben zufolge hat sie bisher mehr als 70 Millionen Tonträger verkauft, davon alleine in ihrer Heimat über 3,6 Millionen. Ihre erfolgreichsten Veröffentlichungen sind die Studioalben Kylie und Fever mit je über sechs Millionen verkauften Einheiten.

## Alben

### Studioalben
| Jahr | Titel Musiklabel (Australien • International)                          | Höchstplatzierung, Gesamtwochen/‑monate, AuszeichnungChartplatzierungen (Jahr, Titel, Musiklabel [Australien • International], Platzierungen, Wochen/Monate, Auszeichnungen, Anmerkungen) | Höchstplatzierung, Gesamtwochen/‑monate, AuszeichnungChartplatzierungen (Jahr, Titel, Musiklabel [Australien • International], Platzierungen, Wochen/Monate, Auszeichnungen, Anmerkungen) | Höchstplatzierung, Gesamtwochen/‑monate, AuszeichnungChartplatzierungen (Jahr, Titel, Musiklabel [Australien • International], Platzierungen, Wochen/Monate, Auszeichnungen, Anmerkungen) | Höchstplatzierung, Gesamtwochen/‑monate, AuszeichnungChartplatzierungen (Jahr, Titel, Musiklabel [Australien • International], Platzierungen, Wochen/Monate, Auszeichnungen, Anmerkungen) | Höchstplatzierung, Gesamtwochen/‑monate, AuszeichnungChartplatzierungen (Jahr, Titel, Musiklabel [Australien • International], Platzierungen, Wochen/Monate, Auszeichnungen, Anmerkungen) | Höchstplatzierung, Gesamtwochen/‑monate, AuszeichnungChartplatzierungen (Jahr, Titel, Musiklabel [Australien • International], Platzierungen, Wochen/Monate, Auszeichnungen, Anmerkungen) | Anmerkungen                                                  |
| Jahr | Titel Musiklabel (Australien • International)                          | DE | AT | CH | UK | US | AU | Anmerkungen                                                  |
| ---- | ---------------------------------------------------------------------- | --- | --- | --- | --- | --- | --- | ------------------------------------------------------------ |
| 1988 | Kylie Mushroom Records (Mushroom) • PWL Records (Pinnacle)             | DE8 Gold · (25 Wo.)DE | AT15 (4 Mt.)AT | CH7 Platin · (14 Wo.)CH | UK1 ×7Siebenfachplatin · (69 Wo.)UK | US53 Gold · (28 Wo.)US | AU2 ×6Sechsfachplatin · (31 Wo.)AU | Erstveröffentlichung: 4. Juli 1988 Verkäufe: + 6.000.000     |
| 1989 | Enjoy Yourself Mushroom Records (Mushroom) • PWL Records (Pinnacle)    | DE33 (13 Wo.)DE | — | CH13 Gold · (3 Wo.)CH | UK1 ×4Vierfachplatin · (34 Wo.)UK | — | AU9 Platin · (16 Wo.)AU | Erstveröffentlichung: 9. Oktober 1989 Verkäufe: + 1.575.000  |
| 1990 | Rhythm of Love Mushroom Records (Mushroom) • PWL Records (Pinnacle)    | — | — | — | UK9 Gold · (23 Wo.)UK | — | AU10 Platin · (20 Wo.)AU | Erstveröffentlichung: 12. November 1990 Verkäufe: + 220.000  |
| 1991 | Let’s Get to It Mushroom Records (Mushroom) • PWL Records (WMG)        | — | — | — | UK15 (12 Wo.)UK | — | AU13 Gold · (5 Wo.)AU | Erstveröffentlichung: 14. Oktober 1991 Verkäufe: + 35.000    |
| 1994 | Kylie Minogue Mushroom Records (Mushroom) • Deconstruction (BMG)       | DE78 (1 Wo.)DE | — | CH33 (4 Wo.)CH | UK4 Gold · (21 Wo.)UK | — | AU3 Gold · (11 Wo.)AU | Erstveröffentlichung: 19. September 1994 Verkäufe: + 135.000 |
| 1997 | Impossible Princess Mushroom Records (Mushroom) • Deconstruction (BMG) | DE25 a (1 Wo.)DE | — | CH55 a (1 Wo.)CH | UK5 a (6 Wo.)UK | — | AU3 a Platin · (36 Wo.)AU | Erstveröffentlichung: 22. Oktober 1997 Verkäufe: + 70.000    |
| 2000 | Light Years Mushroom Records (Festival) • Parlophone (EMI)             | DE35 (13 Wo.)DE | — | CH28 (7 Wo.)CH | UK2 Platin · (39 Wo.)UK | — | AU1 ×4Vierfachplatin · (41 Wo.)AU | Erstveröffentlichung: 11. September 2000 Verkäufe: + 876.000 |
| 2001 | Fever Mushroom Records (Festival) • Parlophone (EMI)                   | DE1 Platin · (50 Wo.)DE | AT1 Platin · (29 Wo.)AT | CH3 ×2Doppelplatin · (51 Wo.)CH | UK1 ×5Fünffachplatin · (85 Wo.)UK | US3 Platin · (44 Wo.)US | AU1 ×7Siebenfachplatin · (74 Wo.)AU | Erstveröffentlichung: 1. Oktober 2001 Verkäufe: + 6.000.000  |
| 2003 | Body Language Mushroom Records (Festival) • Parlophone (EMI)           | DE11 (17 Wo.)DE | AT23 Gold · (8 Wo.)AT | CH8 Gold · (17 Wo.)CH | UK6 Platin · (31 Wo.)UK | US42 (8 Wo.)US | AU2 ×2Doppelplatin · (18 Wo.)AU | Erstveröffentlichung: 17. November 2003 Verkäufe: + 650.000  |
| 2007 | X Warner Music Australia (WMG) • Parlophone (EMI)                      | DE15 (18 Wo.)DE | AT16 (10 Wo.)AT | CH9 (27 Wo.)CH | UK4 Platin · (29 Wo.)UK | US139 (1 Wo.)US | AU1 Platin · (14 Wo.)AU | Erstveröffentlichung: 23. November 2007 Verkäufe: + 522.500  |
| 2010 | Aphrodite Warner Music Australia (WMG) • Parlophone (EMI)              | DE3 (12 Wo.)DE | AT3 (10 Wo.)AT | CH2 (13 Wo.)CH | UK1 Platin · (32 Wo.)UK | US19 (3 Wo.)US | AU2 Platin · (15 Wo.)AU | Erstveröffentlichung: 2. Juli 2010 Verkäufe: + 435.000       |
| 2014 | Kiss Me Once Warner Music Australia (WMG) • Parlophone (WMG)           | DE9 (4 Wo.)DE | AT16 (3 Wo.)AT | CH8 (5 Wo.)CH | UK2 Silber · (12 Wo.)UK | US31 (1 Wo.)US | AU1 (6 Wo.)AU | Erstveröffentlichung: 14. März 2014 Verkäufe: + 200.000      |
| 2018 | Golden BMG Rights Management (BMG)                                     | DE3 (6 Wo.)DE | AT5 (3 Wo.)AT | CH4 (6 Wo.)CH | UK1 Gold · (27 Wo.)UK | US64 (1 Wo.)US | AU1 (7 Wo.)AU | Erstveröffentlichung: 6. April 2018 Verkäufe: + 100.000      |
| 2020 | Disco BMG Rights Management (BMG)                                      | DE3 (5 Wo.)DE | AT7 (3 Wo.)AT | CH4 (5 Wo.)CH | UK1 Gold · (17 Wo.)UK | US26 (1 Wo.)US | AU1 (9 Wo.)AU | Erstveröffentlichung: 6. November 2020 Verkäufe: + 100.000   |
| 2023 | Tension BMG Rights Management (BMG)                                    | DE5 (3 Wo.)DE | AT9 (1 Wo.)AT | CH2 (2 Wo.)CH | UK1 Gold · (6 Wo.)UK | US21 (1 Wo.)US | AU1 (3 Wo.)AU | Erstveröffentlichung: 22. September 2023 Verkäufe: + 100.000 |
| 2024 | Tension II BMG Rights Management (BMG)                                 | DE4 (1 Wo.)DE | AT6 (1 Wo.)AT | CH4 (2 Wo.)CH | UK1 (2 Wo.)UK | US98 (1 Wo.)US | AU1 (2 Wo.)AU | Erstveröffentlichung: 18. Oktober 2024                       |

### Livealben
| Jahr | Titel Musiklabel (Australien • International)                            | Höchstplatzierung, Gesamtwochen, AuszeichnungChartplatzierungen (Jahr, Titel, Musiklabel [Australien • International], Platzierungen, Wochen, Auszeichnungen, Anmerkungen) | Höchstplatzierung, Gesamtwochen, AuszeichnungChartplatzierungen (Jahr, Titel, Musiklabel [Australien • International], Platzierungen, Wochen, Auszeichnungen, Anmerkungen) | Höchstplatzierung, Gesamtwochen, AuszeichnungChartplatzierungen (Jahr, Titel, Musiklabel [Australien • International], Platzierungen, Wochen, Auszeichnungen, Anmerkungen) | Höchstplatzierung, Gesamtwochen, AuszeichnungChartplatzierungen (Jahr, Titel, Musiklabel [Australien • International], Platzierungen, Wochen, Auszeichnungen, Anmerkungen) | Höchstplatzierung, Gesamtwochen, AuszeichnungChartplatzierungen (Jahr, Titel, Musiklabel [Australien • International], Platzierungen, Wochen, Auszeichnungen, Anmerkungen) | Höchstplatzierung, Gesamtwochen, AuszeichnungChartplatzierungen (Jahr, Titel, Musiklabel [Australien • International], Platzierungen, Wochen, Auszeichnungen, Anmerkungen) | Anmerkungen                                             |
| Jahr | Titel Musiklabel (Australien • International)                            | DE | AT | CH | UK | US | AU | Anmerkungen                                             |
| ---- | ------------------------------------------------------------------------ | --- | --- | --- | --- | --- | --- | ------------------------------------------------------- |
| 1998 | Intimate and Live Mushroom Records (Mushroom)                            | — | — | — | — | — | AU28 (4 Wo.)AU | Erstveröffentlichung: 30. November 1998                 |
| 2007 | Showgirl Homecoming Live Warner Music Australia (WMG) • Parlophone (EMI) | DE59 (1 Wo.)DE | AT55 (1 Wo.)AT | CH54 (3 Wo.)CH | UK7 Silber · (5 Wo.)UK | — | AU28 (2 Wo.)AU | Erstveröffentlichung: 8. Januar 2007 Verkäufe: + 60.000 |
| 2009 | Kylie: Live in New York Parlophone (EMI)                                 | — | — | — | — | — | — | Erstveröffentlichung: 14. Dezember 2009                 |
| 2015 | Kiss Me Once Live at the SSE Hydro Parlophone (WMG)                      | DE51 (1 Wo.)DE | — | — | UK26 (1 Wo.)UK | — | — | Erstveröffentlichung: 6. März 2015                      |
| 2019 | Golden Live in Concert BMG Rights Management (BMG)                       | — | — | — | UK23 (1 Wo.)UK | — | AU13 (1 Wo.)AU | Erstveröffentlichung: 6. Dezember 2019                  |
| 2022 | Infinite Disco BMG Rights Management (BMG)                               | — | — | CH72 (1 Wo.)CH | UK40 (1 Wo.)UK | — | AU27 (1 Wo.)AU | Erstveröffentlichung: 6. Mai 2022                       |

### Kompilationen
| Jahr | Titel Musiklabel (Australien • International)                                               | Höchstplatzierung, Gesamtwochen, AuszeichnungChartplatzierungen (Jahr, Titel, Musiklabel [Australien • International], Platzierungen, Wochen, Auszeichnungen, Anmerkungen) | Höchstplatzierung, Gesamtwochen, AuszeichnungChartplatzierungen (Jahr, Titel, Musiklabel [Australien • International], Platzierungen, Wochen, Auszeichnungen, Anmerkungen) | Höchstplatzierung, Gesamtwochen, AuszeichnungChartplatzierungen (Jahr, Titel, Musiklabel [Australien • International], Platzierungen, Wochen, Auszeichnungen, Anmerkungen) | Höchstplatzierung, Gesamtwochen, AuszeichnungChartplatzierungen (Jahr, Titel, Musiklabel [Australien • International], Platzierungen, Wochen, Auszeichnungen, Anmerkungen) | Höchstplatzierung, Gesamtwochen, AuszeichnungChartplatzierungen (Jahr, Titel, Musiklabel [Australien • International], Platzierungen, Wochen, Auszeichnungen, Anmerkungen) | Höchstplatzierung, Gesamtwochen, AuszeichnungChartplatzierungen (Jahr, Titel, Musiklabel [Australien • International], Platzierungen, Wochen, Auszeichnungen, Anmerkungen) | Anmerkungen                                                   |
| Jahr | Titel Musiklabel (Australien • International)                                               | DE | AT | CH | UK | US | AU | Anmerkungen                                                   |
| ---- | ------------------------------------------------------------------------------------------- | --- | --- | --- | --- | --- | --- | ------------------------------------------------------------- |
| 1992 | Greatest Hits Mushroom Records (Mushroom) • PWL Records (Pinnacle)                          | DE81 (4 Wo.)DE | — | — | UK1 Platin · (11 Wo.)UK | — | AU3 Platin · (15 Wo.)AU | Erstveröffentlichung: 24. August 1992 Verkäufe: + 370.000     |
| 1993 | Kylie’s Non-Stop History 50 + 1 Mushroom Records (Mushroom) • PWL Records (Pinnacle)        | — | — | — | — | — | — | Erstveröffentlichung: 1993                                    |
| 2000 | Hits+ Mushroom Records (Festival) • Deconstruction (BMG)                                    | — | — | — | UK41 Silber · (2 Wo.)UK | — | — | Erstveröffentlichung: 16. Oktober 2000 Verkäufe: + 60.000     |
| 2001 | Confide in Me BMG (BMG)                                                                     | — | — | — | UK— SilberUK | — | — | Erstveröffentlichung: 2001 Verkäufe: + 60.000                 |
| 2002 | Greatest Hits 87–97 PWL Records (BMG)                                                       | — | — | — | UK20 Platin · (13 Wo.)UK | — | — | Erstveröffentlichung: 18. Oktober 2002 Verkäufe: + 300.000    |
| 2003 | Greatest Hits 1987–1999 Mushroom Records (Festival)                                         | — | — | — | — | — | — | Erstveröffentlichung: Dezember 2003                           |
| 2004 | Ultimate Kylie Mushroom Records (Festival) • Parlophone (EMI)                               | DE10 (24 Wo.)DE | AT15 Gold · (14 Wo.)AT | CH19 (14 Wo.)CH | UK4 ×3Dreifachplatin · (44 Wo.)UK | — | AU5 ×4Vierfachplatin · (42 Wo.)AU | Erstveröffentlichung: 19. November 2004 Verkäufe: + 1.390.000 |
| 2007 | Confide in Me: The Irresistible Kylie Music Club Deluxe (Sony BMG)                          | — | — | — | — | — | — | Erstveröffentlichung: 16. Juli 2007                           |
| 2011 | Hits Parlophone (EMI)                                                                       | — | — | — | — | — | — | Erstveröffentlichung: 16. März 2011                           |
| 2012 | The Best of Kylie Minogue Warner Music Australia (WMG) • EMI Records (EMI)                  | DE85 (1 Wo.)DE | — | CH63 (1 Wo.)CH | UK11 Silber · (6 Wo.)UK | — | AU39 (1 Wo.)AU | Erstveröffentlichung: 4. Juni 2012 Verkäufe: + 60.000         |
| 2012 | The Abbey Road Sessions Warner Music Australia (WMG) • Parlophone (EMI)                     | DE31 (2 Wo.)DE | AT53 (1 Wo.)AT | CH17 (3 Wo.)CH | UK2 Gold · (12 Wo.)UK | US120 (1 Wo.)US | AU7 (3 Wo.)AU | Erstveröffentlichung: 26. Oktober 2012 Verkäufe: + 100.000    |
| 2019 | Step Back in Time: The Definitive Collection BMG Rights Management (BMG) • Parlophone (WMG) | DE15 (2 Wo.)DE | AT21 (1 Wo.)AT | CH11 (2 Wo.)CH | UK1 Platin · (20 Wo.)UK | — | AU1 (4 Wo.)AU | Erstveröffentlichung: 28. Juni 2019 Verkäufe: + 300.000       |

### Remixalben
| Jahr | Titel Musiklabel (Australien • International)                                       | Höchstplatzierung, Gesamtwochen, AuszeichnungChartplatzierungen (Jahr, Titel, Musiklabel [Australien • International], Platzierungen, Wochen, Auszeichnungen, Anmerkungen) | Höchstplatzierung, Gesamtwochen, AuszeichnungChartplatzierungen (Jahr, Titel, Musiklabel [Australien • International], Platzierungen, Wochen, Auszeichnungen, Anmerkungen) | Höchstplatzierung, Gesamtwochen, AuszeichnungChartplatzierungen (Jahr, Titel, Musiklabel [Australien • International], Platzierungen, Wochen, Auszeichnungen, Anmerkungen) | Höchstplatzierung, Gesamtwochen, AuszeichnungChartplatzierungen (Jahr, Titel, Musiklabel [Australien • International], Platzierungen, Wochen, Auszeichnungen, Anmerkungen) | Höchstplatzierung, Gesamtwochen, AuszeichnungChartplatzierungen (Jahr, Titel, Musiklabel [Australien • International], Platzierungen, Wochen, Auszeichnungen, Anmerkungen) | Höchstplatzierung, Gesamtwochen, AuszeichnungChartplatzierungen (Jahr, Titel, Musiklabel [Australien • International], Platzierungen, Wochen, Auszeichnungen, Anmerkungen) | Anmerkungen                                             |
| Jahr | Titel Musiklabel (Australien • International)                                       | DE | AT | CH | UK | US | AU | Anmerkungen                                             |
| ---- | ----------------------------------------------------------------------------------- | --- | --- | --- | --- | --- | --- | ------------------------------------------------------- |
| 1989 | Kylie’s Remixes Volume 1 Mushroom Records (Mushroom) • PWL Records (WMG)            | — | — | — | — | — | — | Erstveröffentlichung: 16. März 1989 Verkäufe: + 100.000 |
| 1992 | Kylie’s Remixes Volume 2 Mushroom Records (Mushroom) • PWL Records (WMG)            | — | — | — | — | — | — | Erstveröffentlichung: 21. Juli 1992                     |
| 1993 | Greatest Remix Hits 1 Mushroom Records (Festival) • PWL Records (WMG)               | — | — | — | — | — | — | Erstveröffentlichung: 28. November 1993                 |
| 1993 | Greatest Remix Hits 2 Mushroom Records (Festival) • PWL Records (WMG)               | — | — | — | — | — | — | Erstveröffentlichung: 28. November 1993                 |
| 1998 | Impossible Remixes Mushroom Records (Festival)                                      | — | — | — | UK63 (1 Wo.)UK | — | AU37 (2 Wo.)AU | Erstveröffentlichung: 20. Juli 1998                     |
| 1998 | Greatest Remix Hits 3 Mushroom Records (Festival)                                   | — | — | — | — | — | — | Erstveröffentlichung: 24. August 1998                   |
| 1998 | Greatest Remix Hits 4 Mushroom Records (Festival)                                   | — | — | — | — | — | — | Erstveröffentlichung: 1998                              |
| 2008 | Boombox – The Remix Album 2000–2008 Warner Music Australia (WMG) • Parlophone (EMI) | — | — | — | UK28 (2 Wo.)UK | — | — | Erstveröffentlichung: 17. Dezember 2008                 |
| 2010 | Essential Mixes Sony Music (Sony BMG)                                               | — | — | — | — | — | — | Erstveröffentlichung: 20. September 2010                |
| 2023 | Extension (The Extended Mixes) BMG Rights Management (BMG)                          | — | — | — | UK75 (1 Wo.)UK | — | AU28 (1 Wo.)AU | Erstveröffentlichung: 8. Dezember 2023                  |

### EPs
| Jahr | Titel Musiklabel                                 | Anmerkungen                                          |
| ---- | ------------------------------------------------ | ---------------------------------------------------- |
| 1989 | Kylie Amiga                                      | Erstveröffentlichung: 1989 in der DDR veröffentlicht |
| 1998 | Live And Other Sides Mushroom Records (Mushroom) | Erstveröffentlichung: Januar 1998                    |
| 1998 | Other Sides Mushroom Records (Mushroom)          | Erstveröffentlichung: Januar 1998                    |
| 2004 | Money Can't Buy Parlophone (EMI)                 | Erstveröffentlichung: 10. Februar 2004               |
| 2007 | Darling Parlophone (EMI)                         | Erstveröffentlichung: 9. Februar 2007                |
| 2010 | Pink Sparkle Parlophone (EMI)                    | Erstveröffentlichung: Juli 2010                      |
| 2010 | A Kylie Christmas Parlophone (EMI)               | Erstveröffentlichung: 30. November 2010 2-Track EP   |
| 2010 | A Christmas Gift Parlophone (EMI)                | Erstveröffentlichung: 30. November 2010              |
| 2011 | Performance Parlophone (WMG)                     | Erstveröffentlichung: Mai 2011                       |
| 2015 | Kylie + Garibay Parlophone (WMG)                 | Erstveröffentlichung: 11. September 2015             |
| 2020 | At Home With BMG Rights Management (BMG)         | Erstveröffentlichung: 30. Oktober 2020               |

### Weihnachtsalben
| Jahr | Titel Musiklabel (Australien • International) | Höchstplatzierung, Gesamtwochen, AuszeichnungChartplatzierungen (Jahr, Titel, Musiklabel [Australien • International], Platzierungen, Wochen, Auszeichnungen, Anmerkungen) | Höchstplatzierung, Gesamtwochen, AuszeichnungChartplatzierungen (Jahr, Titel, Musiklabel [Australien • International], Platzierungen, Wochen, Auszeichnungen, Anmerkungen) | Höchstplatzierung, Gesamtwochen, AuszeichnungChartplatzierungen (Jahr, Titel, Musiklabel [Australien • International], Platzierungen, Wochen, Auszeichnungen, Anmerkungen) | Höchstplatzierung, Gesamtwochen, AuszeichnungChartplatzierungen (Jahr, Titel, Musiklabel [Australien • International], Platzierungen, Wochen, Auszeichnungen, Anmerkungen) | Höchstplatzierung, Gesamtwochen, AuszeichnungChartplatzierungen (Jahr, Titel, Musiklabel [Australien • International], Platzierungen, Wochen, Auszeichnungen, Anmerkungen) | Höchstplatzierung, Gesamtwochen, AuszeichnungChartplatzierungen (Jahr, Titel, Musiklabel [Australien • International], Platzierungen, Wochen, Auszeichnungen, Anmerkungen) | Anmerkungen                                                 |
| Jahr | Titel Musiklabel (Australien • International) | DE | AT | CH | UK | US | AU | Anmerkungen                                                 |
| ---- | --------------------------------------------- | --- | --- | --- | --- | --- | --- | ----------------------------------------------------------- |
| 2015 | Kylie Christmas Parlophone (WMG)              | DE34 (3 Wo.)DE | AT46 (1 Wo.)AT | CH51 (2 Wo.)CH | UK12 Gold · (13 Wo.)UK | US184 (1 Wo.)US | AU7 (11 Wo.)AU | Erstveröffentlichung: 13. November 2015 Verkäufe: + 149.000 |

## Singles

### Als Leadmusikerin
| Jahr | Titel Album                                                | Höchstplatzierung, Gesamtwochen/‑monate, AuszeichnungChartplatzierungen (Jahr, Titel, Album, Platzierungen, Wochen/Monate, Auszeichnungen, Anmerkungen) | Höchstplatzierung, Gesamtwochen/‑monate, AuszeichnungChartplatzierungen (Jahr, Titel, Album, Platzierungen, Wochen/Monate, Auszeichnungen, Anmerkungen) | Höchstplatzierung, Gesamtwochen/‑monate, AuszeichnungChartplatzierungen (Jahr, Titel, Album, Platzierungen, Wochen/Monate, Auszeichnungen, Anmerkungen) | Höchstplatzierung, Gesamtwochen/‑monate, AuszeichnungChartplatzierungen (Jahr, Titel, Album, Platzierungen, Wochen/Monate, Auszeichnungen, Anmerkungen) | Höchstplatzierung, Gesamtwochen/‑monate, AuszeichnungChartplatzierungen (Jahr, Titel, Album, Platzierungen, Wochen/Monate, Auszeichnungen, Anmerkungen) | Höchstplatzierung, Gesamtwochen/‑monate, AuszeichnungChartplatzierungen (Jahr, Titel, Album, Platzierungen, Wochen/Monate, Auszeichnungen, Anmerkungen) | Anmerkungen                                                                            |
| Jahr | Titel Album                                                | DE | AT | CH | UK | US | AU | Anmerkungen                                                                            |
| --- | ---------------------------------------------------------- | --- | --- | --- | --- | --- | --- | -------------------------------------------------------------------------------------- |
| 1987 | The Loco-Motion Kylie                                      | DE3 (15 Wo.)DE | AT3 (3½ Mt.)AT | CH2 (12 Wo.)CH | UK2 Silber · (11 Wo.)UK | US3 Gold · (27 Wo.)US | AU1 ×3Dreifachplatin · (… Wo.)AU | Erstveröffentlichung: 28. Juli 1987 Verkäufe: + 1.394.000                              |
| 1987 | I Should Be So Lucky Kylie                                 | DE1 Gold · (17 Wo.)DE | AT4 (3 Mt.)AT | CH1 (13 Wo.)CH | UK1 Gold · (17 Wo.)UK | US28 (14 Wo.)US | AU1 Platin · (… Wo.)AU | Erstveröffentlichung: 29. Dezember 1987 Verkäufe: + 1.270.000                          |
| 1988 | Got to Be Certain Kylie                                    | DE6 (17 Wo.)DE | — | CH8 (11 Wo.)CH | UK2 Silber · (12 Wo.)UK | — | AU1 Gold · (14 Wo.)AU | Erstveröffentlichung: 2. Mai 1988 Verkäufe: + 535.000                                  |
| 1988 | I Still Love You (Je ne sais pas pourquoi) Kylie           | DE14 (15 Wo.)DE | — | CH24 (4 Wo.)CH | UK2 Silber · (14 Wo.)UK | — | AU11 (10 Wo.)AU | Erstveröffentlichung: 17. Oktober 1988 Verkäufe: + 250.000                             |
| 1988 | It’s No Secret Kylie                                       | — | — | — | — | US37 (13 Wo.)US | — | Erstveröffentlichung: 15. Dezember 1988                                                |
| 1988 | Turn It into Love Kylie                                    | — | — | — | — | — | — | Erstveröffentlichung: 21. Dezember 1988                                                |
| 1989 | Hand on Your Heart Enjoy Yourself                          | DE17 (15 Wo.)DE | — | CH6 (9 Wo.)CH | UK1 Gold · (11 Wo.)UK | — | AU4 Gold · (12 Wo.)AU | Erstveröffentlichung: 24. April 1989 Verkäufe: + 529.000                               |
| 1989 | Wouldn’t Change a Thing Enjoy Yourself                     | DE24 (13 Wo.)DE | — | CH27 (2 Wo.)CH | UK2 (9 Wo.)UK | — | AU6 Gold · (8 Wo.)AU | Erstveröffentlichung: 24. Juli 1989 Verkäufe: + 35.000                                 |
| 1989 | Never Too Late Enjoy Yourself                              | DE45 (13 Wo.)DE | — | CH23 (3 Wo.)CH | UK4 Silber · (10 Wo.)UK | — | AU14 (10 Wo.)AU | Erstveröffentlichung: 23. Oktober 1989 Verkäufe: + 200.000                             |
| 1990 | Tears on My Pillow Enjoy Yourself                          | DE31 (14 Wo.)DE | — | — | UK1 Silber · (8 Wo.)UK | — | AU20 (7 Wo.)AU | Erstveröffentlichung: 8. Januar 1990 Verkäufe: + 200.000                               |
| 1990 | Better the Devil You Know Rhythm of Love                   | DE24 (14 Wo.)DE | AT27 (2 Wo.)AT | CH21 (4 Wo.)CH | UK2 Silber · (10 Wo.)UK | — | AU4 Platin · (13 Wo.)AU | Erstveröffentlichung: 30. April 1990 Verkäufe: + 410.000                               |
| 1990 | Step Back in Time Rhythm of Love                           | DE36 (15 Wo.)DE | — | CH29 (1 Wo.)CH | UK4 (8 Wo.)UK | — | AU5 Gold · (12 Wo.)AU | Erstveröffentlichung: 22. Oktober 1990 Verkäufe: + 35.000                              |
| 1991 | What Do I Have to Do? Rhythm of Love                       | DE48 (7 Wo.)DE | — | — | UK6 (8 Wo.)UK | — | AU11 (10 Wo.)AU | Erstveröffentlichung: 21. Januar 1991                                                  |
| 1991 | Shocked Rhythm of Love                                     | — | — | — | UK6 (7 Wo.)UK | — | AU7 (11 Wo.)AU | Erstveröffentlichung: 20. Mai 1991                                                     |
| 1991 | Word Is Out Let’s Get to It                                | — | — | — | UK16 (5 Wo.)UK | — | AU10 (8 Wo.)AU | Erstveröffentlichung: 28. August 1991                                                  |
| 1991 | If You Were with Me Now Let’s Get to It                    | DE61 (8 Wo.)DE | — | — | UK4 (7 Wo.)UK | — | AU23 (10 Wo.)AU | Erstveröffentlichung: 21. Oktober 1991 mit Keith Washington                            |
| 1992 | Give Me Just a Little More Time Let’s Get to It            | DE51 (11 Wo.)DE | — | — | UK2 (8 Wo.)UK | — | AU24 (6 Wo.)AU | Erstveröffentlichung: 13. Januar 1992                                                  |
| 1992 | Finer Feelings Let’s Get to It                             | — | — | — | UK11 (6 Wo.)UK | — | — | Erstveröffentlichung: 13. April 1992                                                   |
| 1992 | What Kind of Fool (Heard All That Before) Greatest Hits    | DE81 (4 Wo.)DE | — | — | UK14 (5 Wo.)UK | — | AU17 Gold · (9 Wo.)AU | Erstveröffentlichung: 10. August 1992 Verkäufe: + 35.000                               |
| 1992 | Celebration Greatest Hits                                  | — | — | — | UK20 (7 Wo.)UK | — | AU21 (8 Wo.)AU | Erstveröffentlichung: 16. November 1992                                                |
| 1994 | Confide in Me Kylie Minogue                                | DE50 (7 Wo.)DE | — | CH20 (8 Wo.)CH | UK2 Silber · (14 Wo.)UK | — | AU1 Platin · (19 Wo.)AU | Erstveröffentlichung: 29. August 1994 Verkäufe: + 270.000                              |
| 1994 | Put Yourself in My Place Kylie Minogue                     | DE87 (4 Wo.)DE | — | — | UK11 (9 Wo.)UK | — | AU11 Gold · (11 Wo.)AU | Erstveröffentlichung: 14. November 1994 Verkäufe: + 35.000                             |
| 1995 | Where Is the Feeling? Kylie Minogue                        | — | — | — | UK16 (3 Wo.)UK | — | AU31 (3 Wo.)AU | Erstveröffentlichung: 10. Juli 1995                                                    |
| 1997 | Some Kind of Bliss Impossible Princess                     | — | — | — | UK22 (9 Wo.)UK | — | AU27 (6 Wo.)AU | Erstveröffentlichung: 8. September 1997                                                |
| 1997 | Did It Again Impossible Princess                           | — | — | — | UK14 (8 Wo.)UK | — | AU15 Gold · (17 Wo.)AU | Erstveröffentlichung: 24. November 1997 Verkäufe: + 35.000                             |
| 1998 | Breathe Impossible Princess                                | — | — | — | UK14 (4 Wo.)UK | — | AU23 (13 Wo.)AU | Erstveröffentlichung: 2. März 1998                                                     |
| 1998 | Cowboy Style Impossible Princess                           | — | — | — | — | — | AU39 (1 Wo.)AU | Erstveröffentlichung: 18. August 1998                                                  |
| 2000 | Spinning Around Light Years                                | DE62 (9 Wo.)DE | — | CH34 (21 Wo.)CH | UK1 Platin · (13 Wo.)UK | — | AU1 Platin · (12 Wo.)AU | Erstveröffentlichung: 19. Juni 2000 Verkäufe: + 675.000                                |
| 2000 | On a Night Like This Light Years                           | DE72 (9 Wo.)DE | — | CH51 (10 Wo.)CH | UK2 Silber · (13 Wo.)UK | — | AU1 Platin · (17 Wo.)AU | Erstveröffentlichung: 11. September 2000 Verkäufe: + 270.000                           |
| 2000 | Kids Light Years                                           | DE47 (9 Wo.)DE | — | CH35 (14 Wo.)CH | UK2 Gold · (20 Wo.)UK | — | AU14 Gold · (15 Wo.)AU | Erstveröffentlichung: 9. Oktober 2000 Verkäufe: + 440.000; mit Robbie Williams         |
| 2000 | Please Stay Light Years                                    | — | — | — | UK10 (9 Wo.)UK | — | AU15 Gold · (6 Wo.)AU | Erstveröffentlichung: 11. Dezember 2000 Verkäufe: + 35.000                             |
| 2001 | Your Disco Needs You Light Years                           | DE31 (12 Wo.)DE | AT70 (1 Wo.)AT | CH27 (17 Wo.)CH | — | — | AU20 (2 Wo.)AU | Erstveröffentlichung: 22. Januar 2001                                                  |
| 2001 | Can’t Get You Out of My Head Fever                         | DE1 Platin · (21 Wo.)DE | AT1 Platin · (25 Wo.)AT | CH1 Platin · (33 Wo.)CH | UK1 ×3Dreifachplatin · (30 Wo.)UK | US7 Gold · (20 Wo.)US | AU1 ×3Dreifachplatin · (12 Wo.)AU | Erstveröffentlichung: 17. September 2001 Verkäufe: + 4.323.000                         |
| 2002 | In Your Eyes Fever                                         | DE18 (9 Wo.)DE | AT22 (11 Wo.)AT | CH8 (27 Wo.)CH | UK3 Silber · (23 Wo.)UK | — | AU1 Gold · (9 Wo.)AU | Erstveröffentlichung: 21. Januar 2002 Verkäufe: + 235.000                              |
| 2002 | Love at First Sight Fever                                  | DE16 (9 Wo.)DE | AT29 (11 Wo.)AT | CH22 (23 Wo.)CH | UK2 Gold · (12 Wo.)UK | US23 (16 Wo.)US | AU3 Gold · (8 Wo.)AU | Erstveröffentlichung: 10. Juni 2002 Verkäufe: + 574.000                                |
| 2002 | Come into My World Fever                                   | DE47 (4 Wo.)DE | AT59 (4 Wo.)AT | CH66 (12 Wo.)CH | UK8 (10 Wo.)UK | US91 (8 Wo.)US | AU4 Gold · (10 Wo.)AU | Erstveröffentlichung: 2. November 2002 Verkäufe: + 91.000                              |
| 2003 | Slow Body Language                                         | DE8 (9 Wo.)DE | AT20 (13 Wo.)AT | CH18 (11 Wo.)CH | UK1 Silber · (14 Wo.)UK | US91 (3 Wo.)US | AU1 Platin · (11 Wo.)AU | Erstveröffentlichung: 3. November 2003 Verkäufe: + 333.000                             |
| 2004 | Red Blooded Woman Body Language                            | DE16 (10 Wo.)DE | AT23 (11 Wo.)AT | CH15 (13 Wo.)CH | UK5 (9 Wo.)UK | — | AU4 (5 Wo.)AU | Erstveröffentlichung: 27. Februar 2004 Verkäufe: + 5.000                               |
| 2004 | Chocolate Body Language                                    | DE43 (7 Wo.)DE | AT58 (4 Wo.)AT | CH53 (7 Wo.)CH | UK6 (7 Wo.)UK | — | AU14 (4 Wo.)AU | Erstveröffentlichung: 28. Juni 2004                                                    |
| 2004 | I Believe in You Ultimate Kylie                            | DE12 (14 Wo.)DE | AT4 (16 Wo.)AT | CH6 (17 Wo.)CH | UK2 Silber · (13 Wo.)UK | — | AU6 Gold · (11 Wo.)AU | Erstveröffentlichung: 6. Dezember 2004 Verkäufe: + 235.000                             |
| 2005 | Giving You Up Ultimate Kylie                               | DE27 (9 Wo.)DE | AT45 (7 Wo.)AT | CH40 (8 Wo.)CH | UK6 (10 Wo.)UK | — | AU8 (7 Wo.)AU | Erstveröffentlichung: 28. März 2005                                                    |
| 2007 | 2 Hearts X                                                 | DE13 (9 Wo.)DE | AT14 (13 Wo.)AT | CH10 (19 Wo.)CH | UK4 (16 Wo.)UK | — | AU1 Gold · (13 Wo.)AU | Erstveröffentlichung: 9. November 2007 Verkäufe: + 35.000                              |
| 2008 | In My Arms X                                               | DE8 (16 Wo.)DE | AT16 (19 Wo.)AT | CH10 (25 Wo.)CH | UK10 (12 Wo.)UK | — | AU35 (2 Wo.)AU | Erstveröffentlichung: 15. Februar 2008                                                 |
| 2008 | Wow X                                                      | DE41 (8 Wo.)DE | AT73 (2 Wo.)AT | CH51 (7 Wo.)CH | UK5 Silber · (21 Wo.)UK | — | AU11 (8 Wo.)AU | Erstveröffentlichung: 16. Februar 2008 Verkäufe: + 200.000                             |
| 2008 | The One X                                                  | — | — | — | UK36 (1 Wo.)UK | — | — | Erstveröffentlichung: 28. Juli 2008                                                    |
| 2010 | All the Lovers Aphrodite                                   | DE10 (25 Wo.)DE | AT5 (20 Wo.)AT | CH6 (21 Wo.)CH | UK3 Gold · (19 Wo.)UK | — | AU13 Gold · (9 Wo.)AU | Erstveröffentlichung: 11. Juni 2010 Verkäufe: + 495.500                                |
| 2010 | Get Outta My Way Aphrodite                                 | DE41 (7 Wo.)DE | AT61 (2 Wo.)AT | CH61 (3 Wo.)CH | UK12 Silber · (8 Wo.)UK | — | — | Erstveröffentlichung: 27. September 2010 Verkäufe: + 200.000                           |
| 2010 | Better Than Today Aphrodite                                | — | — | — | UK32 (8 Wo.)UK | — | — | Erstveröffentlichung: 3. Dezember 2010                                                 |
| 2011 | Put Your Hands Up (If You Feel Love) Aphrodite             | — | AT38 (1 Wo.)AT | — | UK93 (1 Wo.)UK | — | AU50 (1 Wo.)AU | Erstveröffentlichung: 29. Mai 2011                                                     |
| 2012 | Timebomb K25 Time Capsule                                  | DE56 (1 Wo.)DE | AT58 (3 Wo.)AT | — | UK31 (7 Wo.)UK | — | AU12 (2 Wo.)AU | Erstveröffentlichung: 25. Mai 2012 Verkäufe: + 15.000                                  |
| 2012 | Flower The Abbey Road Sessions                             | — | — | — | UK96 (1 Wo.)UK | — | — | Erstveröffentlichung: 25. September 2012                                               |
| 2013 | Skirt –                                                    | — | — | — | — | — | — | Erstveröffentlichung: 24. Juni 2013                                                    |
| 2014 | Into the Blue Kiss Me Once                                 | DE31 (6 Wo.)DE | AT37 (3 Wo.)AT | CH32 (2 Wo.)CH | UK12 (5 Wo.)UK | — | AU46 (1 Wo.)AU | Erstveröffentlichung: 27. Januar 2014                                                  |
| 2014 | I Was Gonna Cancel Kiss Me Once                            | — | — | — | UK59 (1 Wo.)UK | — | — | Erstveröffentlichung: 11. Mai 2014                                                     |
| 2014 | Crystallize –                                              | — | — | — | UK60 (1 Wo.)UK | — | — | Erstveröffentlichung: 9. Juni 2014                                                     |
| 2014 | Golden Boy Kiss Me Once                                    | — | — | — | — | — | — | Erstveröffentlichung: 22. September 2014                                               |
| 2015 | Only You Kylie Christmas                                   | — | — | — | — | — | — | Erstveröffentlichung: 9. November 2015 feat. James Corden                              |
| 2015 | Every Day’s Like Christmas Kylie Christmas                 | — | — | — | — | — | — | Erstveröffentlichung: 2. Dezember 2015                                                 |
| 2015 | 100 Degrees Kylie Christmas                                | — | — | — | — | — | — | Erstveröffentlichung: 7. Dezember 2015 mit Dannii Minogue                              |
| 2018 | Dancing Golden                                             | DE71 (2 Wo.)DE | — | — | UK38 Silber · (7 Wo.)UK | — | AU46 Gold · (1 Wo.)AU | Erstveröffentlichung: 19. Januar 2018 Verkäufe: + 235.000                              |
| 2018 | Stop Me from Falling Golden                                | — | — | — | UK52 (3 Wo.)UK | — | — | Erstveröffentlichung: 9. März 2018 Remix feat. Gente de Zona                           |
| 2018 | Raining Glitter Golden                                     | — | — | — | — | — | — | Erstveröffentlichung: 30. März 2018                                                    |
| 2018 | A Lifetime To Repair Golden                                | — | — | — | — | — | — | Erstveröffentlichung: 17. August 2018                                                  |
| 2018 | Music Too Sad Without You Golden                           | — | — | — | — | — | — | Erstveröffentlichung: 15. Oktober 2018 mit Jack Savoretti                              |
| 2019 | New York City Step Back in Time: The Definitive Collection | — | — | — | — | — | — | Erstveröffentlichung: 3. Mai 2019                                                      |
| 2020 | Say Something Disco                                        | — | — | — | UK56 (2 Wo.)UK | — | — | Erstveröffentlichung: 23. Juli 2020 Verkäufe: + 20.000                                 |
| 2020 | Magic Disco                                                | — | — | — | UK53 (3 Wo.)UK | — | — | Erstveröffentlichung: 24. September 2020                                               |
| 2020 | I Love It Disco                                            | — | — | — | — | — | — | Erstveröffentlichung: 23. Oktober 2020                                                 |
| 2020 | Real Groove (Studio 2054 Remix) Disco: Guest List Edition  | — | — | — | UK95 (2 Wo.)UK | — | — | Erstveröffentlichung: 31. Dezember 2020 feat. Dua Lipa                                 |
| 2021 | A Second to Midnight Disco: Guest List Edition             | — | — | — | — | — | — | Erstveröffentlichung: 6. Oktober 2021 feat. Years & Years                              |
| 2021 | Kiss of Life Disco: Guest List Edition                     | — | — | — | — | — | — | Erstveröffentlichung: 29. Oktober 2021 feat. Jessie Ware                               |
| 2023 | Padam Padam Tension                                        | — | — | — | UK8 Platin · (19 Wo.)UK | US— GoldUS | AU19 Gold · (9 Wo.)AU | Erstveröffentlichung: 18. Mai 2023 Verkäufe: + 1.265.000                               |
| 2023 | Tension                                                    | — | — | — | UK19 (7 Wo.)UK | — | AU46 (1 Wo.)AU | Erstveröffentlichung: 31. August 2023                                                  |
| 2023 | Hold On to Now Tension                                     | — | — | — | UK81 (1 Wo.)UK | — | — | Erstveröffentlichung: 2. November 2023                                                 |
| 2024 | Dance Alone Tension II • Reasonable Woman                  | — | — | — | UK60 (3 Wo.)UK | — | — | Erstveröffentlichung: 7. Februar 2024 mit Sia                                          |
| 2024 | My Oh My Tension II                                        | — | — | — | UK63 (1 Wo.)UK | — | — | Erstveröffentlichung: 11. Juli 2024 feat. Bebe Rexha & Tove Lo                         |
| 2024 | Lights Camera Action Tension II                            | — | — | — | UK59 (2 Wo.)UK | — | — | Erstveröffentlichung: 27. September 2024                                               |
| 2025 | Someone For Me Tension II                                  | — | — | — | — | — | — | Erstveröffentlichung: 17. Januar 2025 mit YouNotUs                                     |
| Folgende Lieder erschienen nicht als Single, wurden aber durch das Album zum Download und Streaming bereitgestellt und konnten somit eine Platzierung erlangen: |                                                            | | | | | | |                                                                                        |
| |                                                            | | | | | | |                                                                                        |
| 2007 | Santa Baby Kylie Christmas                                 | DE23 Gold · (24 Wo.)DE | AT27 (18 Wo.)AT | CH57 (11 Wo.)CH | UK31 Platin · (34 Wo.)UK | — | AU44 (1 Wo.)AU | Charteinstieg: 22. Dezember 2007; in AU erst 2021/22 in den Charts Verkäufe: + 990.000 |

### Als Gastmusikerin
| Jahr | Titel Album                              | Höchstplatzierung, Gesamtwochen/‑monate, AuszeichnungChartplatzierungen (Jahr, Titel, Album, Platzierungen, Wochen/Monate, Auszeichnungen, Anmerkungen) | Höchstplatzierung, Gesamtwochen/‑monate, AuszeichnungChartplatzierungen (Jahr, Titel, Album, Platzierungen, Wochen/Monate, Auszeichnungen, Anmerkungen) | Höchstplatzierung, Gesamtwochen/‑monate, AuszeichnungChartplatzierungen (Jahr, Titel, Album, Platzierungen, Wochen/Monate, Auszeichnungen, Anmerkungen) | Höchstplatzierung, Gesamtwochen/‑monate, AuszeichnungChartplatzierungen (Jahr, Titel, Album, Platzierungen, Wochen/Monate, Auszeichnungen, Anmerkungen) | Höchstplatzierung, Gesamtwochen/‑monate, AuszeichnungChartplatzierungen (Jahr, Titel, Album, Platzierungen, Wochen/Monate, Auszeichnungen, Anmerkungen) | Höchstplatzierung, Gesamtwochen/‑monate, AuszeichnungChartplatzierungen (Jahr, Titel, Album, Platzierungen, Wochen/Monate, Auszeichnungen, Anmerkungen) | Anmerkungen                                                                                               |
| Jahr | Titel Album                              | DE | AT | CH | UK | US | AU | Anmerkungen                                                                                               |
| ---- | ---------------------------------------- | --- | --- | --- | --- | --- | --- | --- |
| 1988 | Especially for You Ten Good Reasons      | DE10 (16 Wo.)DE | AT12 (2½ Mt.)AT | CH2 (15 Wo.)CH | UK1 Platin · (14 Wo.)UK | — | AU2 Gold · (16 Wo.)AU | Erstveröffentlichung: 28. November 1988 Verkäufe: + 1.325.000; Jason Donovan feat. Kylie Minogue          |
| 1989 | Do They Know It’s Christmas? –           | DE74 (1 Wo.)DE | — | CH24 (4 Wo.)CH | UK1 Platin · (6 Wo.)UK | — | AU30 (1 Wo.)AU | Erstveröffentlichung: 11. Dezember 1989 Verkäufe: + 600.000; mit Band Aid II                              |
| 1991 | Keep on Pumpin’ It –                     | — | — | — | UK49 (1 Wo.)UK | — | — | Erstveröffentlichung: 4. November 1991 Visionsmasters & Tony King feat. Kylie Minogue                     |
| 1995 | Where the Wild Roses Grow Murder Ballads | DE12 Gold · (26 Wo.)DE | AT4 (19 Wo.)AT | CH11 (20 Wo.)CH | UK11 (4 Wo.)UK | — | AU2 Gold · (12 Wo.)AU | Erstveröffentlichung: 2. Oktober 1995 Verkäufe: + 250.000 Nick Cave and the Bad Seeds feat. Kylie Minogue |
| 1998 | GBI: German Bold Italic Sound Museum     | — | — | — | UK63 (1 Wo.)UK | — | AU50 (1 Wo.)AU | Erstveröffentlichung: 19. Oktober 1998 Towa Tei feat. Kylie Minogue                                       |
| 2010 | Everybody Hurts Hope for Haiti Now       | DE16 (7 Wo.)DE | AT23 (7 Wo.)AT | CH16 (2 Wo.)CH | UK1 Platin · (6 Wo.)UK | — | AU28 (2 Wo.)AU | Erstveröffentlichung: 7. Februar 2010 Verkäufe: + 600.000                                                 |
| 2010 | Higher Rokstarr                          | DE3 Platin · (42 Wo.)DE | AT3 Platin · (27 Wo.)AT | CH4 Platin · (29 Wo.)CH | UK8 Gold · (20 Wo.)UK | — | AU25 Gold · (6 Wo.)AU | Erstveröffentlichung: 26. November 2010 Verkäufe: + 921.300; Taio Cruz feat. Kylie Minogue                |
| 2013 | Whistle Summery                          | — | — | — | — | — | AU97 (1 Wo.)AU | Erstveröffentlichung: 15. Februar 2013 feat. mùm                                                          |
| 2013 | Limpido –                                | — | — | CH66 (1 Wo.)CH | — | — | — | Erstveröffentlichung: 10. September 2013 Verkäufe: + 15.000; Laura Pausini & Kylie Minogue                |
| 2014 | Beautiful Sex and Love                   | — | — | — | — | — | AU47 (1 Wo.)AU | Erstveröffentlichung: 14. März 2014 Enrique Iglesias feat. Kylie Minogue                                  |
| 2015 | Right Here, Right Now Déjà Vu            | — | — | — | — | — | — | Erstveröffentlichung: 20. Januar 2015 Giorgio Moroder feat. Kylie Minogue                                 |
| 2015 | The Other Boys Collateral                | — | — | — | — | — | — | Erstveröffentlichung: 23. Oktober 2015 Nervo feat. Kylie Minogue, Jake Shears & Nile Rodgers              |
| 2023 | 10 Out Of 10 –                           | — | — | — | — | — | — | Erstveröffentlichung: 5. April 2023 Oliver Heldens feat. Kylie Minogue                                    |

## Videoalben und Musikvideos

### Videoalben
| Jahr | Titel                                                  | Höchstplatzierung, Gesamtwochen, AuszeichnungChartplatzierungen (Jahr, Titel, Platzierungen, Wochen, Auszeichnungen, Anmerkungen) | Höchstplatzierung, Gesamtwochen, AuszeichnungChartplatzierungen (Jahr, Titel, Platzierungen, Wochen, Auszeichnungen, Anmerkungen) | Höchstplatzierung, Gesamtwochen, AuszeichnungChartplatzierungen (Jahr, Titel, Platzierungen, Wochen, Auszeichnungen, Anmerkungen) | Höchstplatzierung, Gesamtwochen, AuszeichnungChartplatzierungen (Jahr, Titel, Platzierungen, Wochen, Auszeichnungen, Anmerkungen) | Höchstplatzierung, Gesamtwochen, AuszeichnungChartplatzierungen (Jahr, Titel, Platzierungen, Wochen, Auszeichnungen, Anmerkungen) | Höchstplatzierung, Gesamtwochen, AuszeichnungChartplatzierungen (Jahr, Titel, Platzierungen, Wochen, Auszeichnungen, Anmerkungen) | Anmerkungen                                                 |
| Jahr | Titel                                                  | DE | AT | CH | UK | US | AU | Anmerkungen                                                 |
| ---- | ------------------------------------------------------ | --- | --- | --- | --- | --- | --- | ----------------------------------------------------------- |
| 1988 | The Videos                                             | — | — | — | — | — | — | Erstveröffentlichung: 1988                                  |
| 1988 | The Kylie Collection                                   | — | — | — | — | — | — | Erstveröffentlichung: 5. Dezember 1988                      |
| 1989 | The Videos 2                                           | — | — | — | — | — | — | Erstveröffentlichung: 1989                                  |
| 1990 | On the Go … Live in Japan                              | — | — | — | — | — | — | Erstveröffentlichung: 25. August 1990                       |
| 1991 | Let’s Get to … The Videos                              | — | — | — | — | — | — | Erstveröffentlichung: 16. Dezember 1991                     |
| 1992 | Live in Dublin                                         | — | — | — | — | — | — | Erstveröffentlichung: 1992                                  |
| 1992 | Greatest Video Hits                                    | — | — | — | — | — | — | Erstveröffentlichung: 1992                                  |
| 1998 | The Kylie Tapes 94-98                                  | — | — | — | UK37 (2 Wo.)UK | — | — | Erstveröffentlichung: 1998                                  |
| 1998 | Intimate & Live                                        | — | — | — | UK44 (5 Wo.)UK | — | — | Erstveröffentlichung: 1998                                  |
| 2001 | On a Night Like This – Live in Sydney                  | — | — | — | UK1 ×2Doppelplatin · (73 Wo.)UK                                                                                                   | — | AU— ×3DreifachplatinAU | Erstveröffentlichung: 2001 Verkäufe: + 45.000               |
| 2002 | Greatest Hits 1987–1992                                | — | — | — | UK9 Gold · (23 Wo.)UK | — | AU— ×3DreifachplatinAU | Erstveröffentlichung: 2002 Verkäufe: + 145.000              |
| 2002 | KylieFever2002: Live in Manchester                     | DE55 Gold · (2 Wo.)DE | — | — | UK2 ×2Doppelplatin · (52 Wo.)UK                                                                                                   | — | AU— ×2DoppelplatinAU | Erstveröffentlichung: 18. November 2002 Verkäufe: + 173.000 |
| 2004 | Body Language Live – Album Launch at the London Apollo | DE64 (1 Wo.)DE | — | — | UK3 Gold · (15 Wo.)UK | — | AU— PlatinAU | Erstveröffentlichung: 12. Juli 2004 Verkäufe: + 48.000      |
| 2004 | Ultimate Kylie                                         | — | AT6 (2 Wo.)AT | — | UK— ×2DoppelplatinUK | — | AU— ×3DreifachplatinAU | Erstveröffentlichung: 21. November 2004 Verkäufe: + 163.000 |
| 2005 | Showgirl – The Greatest Hits Tour                      | — | AT6 (1 Wo.)AT | — | UK2 ×2Doppelplatin · (49 Wo.)UK                                                                                                   | — | AU— ×4VierfachplatinAU | Erstveröffentlichung: 25. November 2005 Verkäufe: + 178.000 |
| 2007 | White Diamond / Showgirl Homecoming                    | — | — | — | UK3 Gold · (17 Wo.)UK | — | — | Erstveröffentlichung: 2007 Verkäufe: + 25.000               |
| 2008 | Kylie Live: X2008                                      | DE83 (1 Wo.)DE | AT8 (1 Wo.)AT | — | UK5 Gold · (36 Wo.)UK | — | AU2 (… Wo.)AU | Erstveröffentlichung: 1. Dezember 2008                      |
| 2010 | Rare and Unseen                                        | — | — | — | UK13 (2 Wo.)UK | — | — | Erstveröffentlichung: 3. Juli 2010                          |

### Musikvideos
| Jahr | Titel                                      | Regie                        |
| ---- | ------------------------------------------ | ---------------------------- |
| 1987 | The Loco-Motion / Locomotion (2 Versionen) | Chris Langman                |
| 1987 | I Should Be So Lucky (2 Versionen)         | Chris Langman                |
| 1988 | Got to Be Certain (2 Versionen)            | Chris Langman                |
| 1988 | Je Ne Sais Pas Pourquoi                    | Chris Langman                |
| 1988 | Made in Heaven                             | Chris Langman                |
| 1988 | Especially for You                         | Chris Langman                |
| 1988 | It’s No Secret                             | Chris Langman                |
| 1989 | Hand on Your Heart                         | Chris Langman                |
| 1989 | Wouldn’t Change a Thing                    | Pete Cornish                 |
| 1989 | Never Too Late                             | Pete Cornish                 |
| 1989 | Tears on My Pillow                         | Pete Cornish                 |
| 1989 | Do They Know It’s Christmas?               |                              |
| 1990 | Better the Devil You Know                  | Paul Goldman                 |
| 1990 | Step Back in Time                          | Nick Egan                    |
| 1991 | What Do I Have to Do?                      | Dave Hogan                   |
| 1991 | Shocked                                    | Dave Hogan                   |
| 1991 | Word Is Out                                | James LeBon                  |
| 1991 | If You Were with Me Now                    | Greg Masuak                  |
| 1992 | Give Me Just a Little More Time            | Greg Masuak                  |
| 1992 | Finer Feelings                             | Dave Hogan                   |
| 1992 | What Kind of Fool (Heard All That Before)  | Greg Masuak                  |
| 1992 | Celebration                                | Greg Masuak                  |
| 1994 | Confide in Me                              | Paul Boyd                    |
| 1994 | Put Yourself in My Place                   | Keir McFarlane               |
| 1995 | Where Is the Feeling?                      | Keir McFarlane               |
| 1995 | Where the Wild Roses Grow                  | Rocky Schenck                |
| 1997 | Some Kind of Bliss                         | David Mould                  |
| 1997 | Did It Again (2 Versionen)                 | Pedro Romhanyi               |
| 1998 | Breathe                                    | Kieran Evans                 |
| 1998 | Cowboy Style                               | Michael Williams             |
| 1998 | GBI: German Bold Italic                    | Stéphane Sednaoui            |
| 2000 | Spinning Around                            | Dawn Shadforth               |
| 2000 | On a Night like This                       | Douglas Avery                |
| 2000 | Kids                                       | Simon Hilton                 |
| 2000 | Please Stay                                | James Frost, Alex Smith      |
| 2001 | Your Disco Needs You                       | Todd Cole                    |
| 2001 | Can’t Get You Out of My Head               | Dawn Shadforth               |
| 2002 | In Your Eyes                               | Dawn Shadforth               |
| 2002 | Love at First Sight                        | Johan Renck                  |
| 2002 | Come into My World                         | Michel Gondry                |
| 2003 | Slow                                       | Baillie Walsh                |
| 2004 | Red Blooded Woman                          | Jake Nava                    |
| 2004 | Chocolate                                  | Dawn Shadforth               |
| 2004 | I Believe in You                           | Vernie Veung                 |
| 2005 | Giving You Up                              | Alex & Martin                |
| 2007 | 2 Hearts                                   | Dawn Shadforth               |
| 2008 | Wow                                        | Melina Matsoukas             |
| 2008 | In My Arms                                 | Melina Matsoukas             |
| 2008 | All I See                                  | William Baker                |
| 2008 | The One                                    | Ben Ib                       |
| 2010 | Everybody Hurts                            |                              |
| 2010 | All the Lovers                             | Joseph Kahn                  |
| 2010 | Get Outta My Way                           | AlexandLiane                 |
| 2010 | Better Than Today                          | William Baker, Kylie Minogue |
| 2010 | Higher                                     | Alex Herron                  |
| 2010 | Santa Baby                                 | Alasdair McLellan            |
| 2011 | Put Your Hands Up (If You Feel Love)       |                              |
| 2012 | Timebomb                                   |                              |
| 2012 | Flower                                     |                              |
| 2013 | Skirt                                      | Nom De Strip                 |
| 2013 | Limpido                                    |                              |
| 2014 | Into The Blue                              | Dawn Shadforth               |
| 2014 | Sexercize                                  |                              |
| 2014 | I Was Gonna Cancel                         |                              |
| 2014 | Crystallize                                |                              |
| 2018 | Dancing                                    |                              |
| 2018 | Stop Me From Falling                       |                              |
| 2018 | Stop Me From Falling (feat. Gente de Zona) |                              |
| 2018 | Golden                                     |                              |
| 2018 | Music’s Too Sad Without You                |                              |
| 2019 | New York City                              |                              |
| 2019 | Really Don’t Like U                        |                              |
| 2020 | Say Something                              |                              |
| 2020 | Magic                                      |                              |

## Boxsets
| Jahr | Titel Musiklabel                               | Anmerkungen                         |
| ---- | ---------------------------------------------- | ----------------------------------- |
| 2011 | The Albums 2000–2010 Parlophone (EMI)          | Erstveröffentlichung: 18. Juli 2011 |
| 2012 | K25 Time Capsule Warner Miusic Australia (WMG) | Erstveröffentlichung: Oktober 2012  |

## Promoveröffentlichungen
| Jahr | Titel Album            | Anmerkungen                                                            |
| ---- | ---------------------- | ---------------------------------------------------------------------- |
| 1991 | Do You Dare? –         | Erstveröffentlichung: 1991 als Angel K                                 |
| 2000 | Butterfly Light Years  | Erstveröffentlichung: 2000                                             |
| 2001 | Bury Me Deep in Love – | Erstveröffentlichung: 13. August 2001 Jimmy Little feat. Kylie Minogue |
| 2005 | Sometime Samurai –     | Erstveröffentlichung: 2005 Towa Tei feat. Kylie Minogue                |
| 2008 | Lhuna –                | Erstveröffentlichung: 1. Dezember 2008 Coldplay feat. Kylie Minogue    |
| 2008 | All I See X            | Erstveröffentlichung: 2008                                             |
| 2014 | Sexercize Kiss Me Once | Erstveröffentlichung: 2014                                             |

## Sonderveröffentlichungen

### Kompilationen
| Jahr | Titel Musiklabel                     | Anmerkungen                                                                 |
| ---- | ------------------------------------ | --------------------------------------------------------------------------- |
| 1990 | Singles Collection PWL Records       | Erstveröffentlichung: 1990 nur in Japan veröffentlicht                      |
| 2004 | Kylie Minogue: Artist Collection BMG | Erstveröffentlichung: 24. September 2004 Teil der Reihe Artist Collection   |
| 2010 | Performance Parlophone (EMI)         | Erstveröffentlichung: 10. September 2010 Heftbeigabe bei The Mail on Sunday |

### EPs
| Jahr | Titel Musiklabel                      | Anmerkungen                                                                     |
| ---- | ------------------------------------- | ------------------------------------------------------------------------------- |
| 1998 | Other Sides Mushroom (Festival)       | Erstveröffentlichung: 1998                                                      |
| 2004 | 3 Track Live CD Capitol Records (EMI) | Erstveröffentlichung: 10. Februar 2004 exklusiv über Target vertrieben          |
| 2006 | Darling Parlophone (EMI)              | Erstveröffentlichung: 2006 zusammen mit Minogues Parfüm Darling vertrieben      |
| 2008 | Remixes Capitol Records (EMI)         | Erstveröffentlichung: 2008 Promo-EP zum Album X                                 |
| 2010 | Pink Sparkle Parlophone (EMI)         | Erstveröffentlichung: 2010 zusammen mit Minogues Parfüm Pink Sparkle vertrieben |
| 2014 | Sleepwalker Parlophone (WMG)          | Erstveröffentlichung: 24. September 2014 exklusiv über Soundcloud vertrieben    |

### Boxsets
| Jahr | Titel Musiklabel                                                           | Anmerkungen                                            |
| ---- | -------------------------------------------------------------------------- | ------------------------------------------------------ |
| 2005 | Double Plays: Kylie / Enjoy Yourself Warner Music Australia                | Erstveröffentlichung: 2005 Teil der Reihe Double Plays |
| 2005 | Kylie Minogue / Impossible Princess Mushroom Records (Festival) • Sony BMG | Erstveröffentlichung: 2005 Teil der Reihe Double Plays |

## Statistik

### Chartauswertung
Die folgende Aufstellung beinhaltet eine Übersicht über die Charterfolge Kylie Minogues in den Album-, Single- und Musik-DVD-Charts. In Deutschland besteht die Besonderheit, dass Videoalben sich ebenfalls in den Albumcharts platzieren, in den weiteren Ländern stammen die Chartausgaben aus den Musik-DVD-Charts.
|                     | DE     | AT     | CH     | UK     | US     | AU     |
| ------------------- | ------ | ------ | ------ | ------ | ------ | ------ |
| Nummer-eins-Alben   | DE1DE  | AT1AT  | CH—CH  | UK10UK | US—US  | AU9AU  |
| Top-10-Alben        | DE8DE  | AT6AT  | CH9CH  | UK18UK | US1US  | AU18AU |
| Alben in den Charts | DE22DE | AT15AT | CH19CH | UK29UK | US10US | AU25AU |

|                       | DE     | AT     | CH     | UK     | US    | AU     |
| --------------------- | ------ | ------ | ------ | ------ | ----- | ------ |
| Nummer-eins-Singles   | DE2DE  | AT1AT  | CH2CH  | UK9UK  | US—US | AU10AU |
| Top-10-Singles        | DE9DE  | AT7AT  | CH12CH | UK37UK | US2US | AU23AU |
| Singles in den Charts | DE40DE | AT25AT | CH35CH | UK63UK | US7US | AU56AU |

|                          | DE    | AT    | CH    | UK     | US    | AU    |
| ------------------------ | ----- | ----- | ----- | ------ | ----- | ----- |
| Nummer-eins-Videoalben   | DE—DE | AT—AT | CH—CH | UK1UK  | US—US | AU—AU |
| Top-10-Videoalben        | DE—DE | AT3AT | CH—CH | UK7UK  | US—US | AU1AU |
| Videoalben in den Charts | DE—DE | AT3AT | CH—CH | UK10UK | US—US | AU1AU |

### Auszeichnungen für Musikverkäufe
| Land/RegionAuszeichnungen für Musikverkäufe (Land/Region, Auszeichnungen, Verkäufe, Quellen) | Silber       | Gold       | Platin         | Verkäufe    | Quellen                                                         |
| -------------------------------------------------------------------------------------------- | ------------ | ---------- | -------------- | ----------- | --------------------------------------------------------------- |
| Argentinien (CAPIF)                                                                          | —            | Gold1      | 4× Platin4     | 52.000      | capif.org.ar (Memento vom 14. Oktober 2008 im Internet Archive) |
| Australien (ARIA)                                                                            | —            | 21× Gold21 | 57× Platin57   | 3.685.000   | aria.com.au                                                     |
| Belgien (BRMA)                                                                               | —            | 3× Gold3   | 3× Platin3     | 205.000     | ultratop.be                                                     |
| Brasilien (PMB)                                                                              | —            | 3× Gold3   | —              | 70.000      | pro-musicabr.org.br                                             |
| Dänemark (IFPI)                                                                              | —            | Gold1      | 2× Platin2     | 250.000     | ifpi.dk                                                         |
| Deutschland (BVMI)                                                                           | —            | 5× Gold5   | 3× Platin3     | 2.175.000   | musikindustrie.de                                               |
| Europa (IFPI)                                                                                | —            | —          | 4× Platin4     | (4.000.000) | ifpi.org (Memento vom 1. Januar 2014 im Internet Archive)       |
| Finnland (IFPI)                                                                              | —            | Gold1      | —              | 25.000      | ifpi.fi                                                         |
| Frankreich (SNEP)                                                                            | 4× Silber4   | 5× Gold5   | 3× Platin3     | 1.993.300   | infodisc.fr snepmusique.com                                     |
| Griechenland (IFPI)                                                                          | —            | Gold1      | Platin1        | 35.000      | ifpi.gr (Memento vom 23. April 2013 im Internet Archive)        |
| Hongkong (IFPI/HKRIA)                                                                        | —            | Gold1      | Platin1        | 30.000      | ifpihk.org                                                      |
| Irland (IRMA)                                                                                | —            | Gold1      | 3× Platin3     | 52.500      | irishcharts.ie                                                  |
| Italien (FIMI)                                                                               | —            | 3× Gold3   | 3× Platin3     | 245.000     | fimi.it                                                         |
| Japan (RIAJ)                                                                                 | —            | 2× Gold2   | —              | 200.000     | riaj.or.jp                                                      |
| Kanada (MC)                                                                                  | —            | —          | 3× Platin3     | 210.000     | musiccanada.com                                                 |
| Neuseeland (RMNZ)                                                                            | —            | 5× Gold5   | 11× Platin11   | 227.500     | aotearoamusiccharts.co.nz NZ2                                   |
| Niederlande (NVPI)                                                                           | —            | 2× Gold2   | Platin1        | 145.000     | nvpi.nl                                                         |
| Norwegen (IFPI)                                                                              | —            | —          | Platin1        | 20.000      | ifpi.no (Memento vom 5. November 2012 im Internet Archive)      |
| Österreich (IFPI)                                                                            | —            | 2× Gold2   | 3× Platin3     | 140.000     | ifpi.at                                                         |
| Polen (ZPAV)                                                                                 | —            | Gold1      | —              | 50.000      | olis.pl                                                         |
| Russland (NFPF)                                                                              | —            | Gold1      | —              | 10.000      | 2m-online.ru                                                    |
| Schweden (IFPI)                                                                              | —            | Gold1      | 2× Platin2     | 110.000     | sverigetopplistan.se                                            |
| Schweiz (IFPI)                                                                               | —            | 2× Gold2   | 5× Platin5     | 245.000     | hitparade.ch                                                    |
| Spanien (Promusicae)                                                                         | —            | 5× Gold5   | Platin1        | 310.000     | elportaldemusica.es ES2 ES3 ES4                                 |
| Südafrika (RISA)                                                                             | —            | —          | 4× Platin4     | 200.000     | mi2n.com                                                        |
| Ungarn (MAHASZ)                                                                              | —            | 2× Gold2   | Platin1        | 24.000      | slagerlistak.hu                                                 |
| Vereinigte Staaten (RIAA)                                                                    | —            | 4× Gold4   | Platin1        | 3.762.000   | riaa.com                                                        |
| Vereinigtes Königreich (BPI)                                                                 | 19× Silber19 | 17× Gold17 | 42× Platin42   | 21.138.000  | bpi.co.uk                                                       |
| Insgesamt                                                                                    | 23× Silber23 | 90× Gold90 | 159× Platin159 |             |                                                                 |